# Liste der Baudenkmäler in Holzweiler
Die Liste der Baudenkmäler in Holzweiler enthält die denkmalgeschützten Bauwerke auf dem Gebiet der Stadt Erkelenz im Kreis Heinsberg in Nordrhein-Westfalen (Stand: Oktober 2011). Diese Baudenkmäler sind in der Denkmalliste der Stadt Erkelenz eingetragen; Grundlage für die Aufnahme ist das Denkmalschutzgesetz Nordrhein-Westfalen (DSchG NRW).

| Bild                           | Bezeichnung                             | Lage                                                    | Beschreibung | Bauzeit                               | Eingetragen seit  | Denkmal- nummer |
| ------------------------------ | --------------------------------------- | ------------------------------------------------------- | --- | ------------------------------------- | ----------------- | --------------- |
| weitere Bilder                 | Kath. Pfarrkirche St. Cosmas und Damian | Holzweiler Niederstraße 2 Karte                         | Baujahr: 1857–1859, Turm 1914–1923, 3-schiffige neugotische Backstein-Basilika mit polygonalem Chor, Querhaus und Westturm, Reste alter Ausstattung, um die Kirche einige Grabsteine des damaligen Friedhofs. | 1857–1859, 1914–1923                  | 30. November 1983 | 140             |
| Heiligenhäuschen               | Heiligenhäuschen                        | Holzweiler In der Weidwäsch Karte                       | Backstein weiß geschlämmt, unleserliche Inschrifttafel. | 18. Jh.                               | 30. November 1983 | 141             |
| Wohnhaus ehem. Gasthauskapelle | Wohnhaus ehem. Gasthauskapelle          | Holzweiler Holzweilermarkt 16 Karte                     | Baujahr: 19. Jahrhundert, Kern 15. Jahrhundert, (das Gasthaus bestand schon 1401). Kapelle im 19. Jahrhundert zu einer Wohnung umgebaut.                                                                      | 19. Jahrhundert, Kern 15. Jahrhundert | 30. November 1983 | 142             |
| Ehemalige Schule               | Ehemalige Schule                        | Holzweiler Landstraße 39 Karte                          | 2 Geschosse in 7 Achsen, 3-achsiger Mittelrisalit mit Flachgiebel, Türgewände und Fensterbänke in Blaustein.                                                                                                  | Erste Hälfte des 19. Jahrhunderts     | 30. November 1983 | 143             |
| Heiligenhäuschen               | Heiligenhäuschen                        | Holzweiler Landstraße / Im Grünfeld Karte               | Backstein | Ende des 19. Jahrhunderts             | 30. November 1983 | 144             |
| Kreuzwegstation                | Kreuzwegstation                         | Holzweiler Friedrich-Gelsam-Straße / Hellenstraße Karte | Verputzt | 18./19. Jahrhundert                   | 30. November 1983 | 145             |
| Wohnhaus Hof am Kirchplatz     | Wohnhaus Hof am Kirchplatz              | Holzweiler Brüderstraße 1 Karte                         | 4-flügeliger Backstein Hof, Wohnhaus 2 Geschosse in 7 : 2 Achsen, Blausteinrahmen, in Ankersplinten und im Türsturz Jahreszahl, Wirtschaftsgebäude niedriger z. T. 19. Jahrhundert.                           | 1729, 19. Jahrhundert                 | 30. November 1983 | 146             |
| Wohnhaus                       | Wohnhaus                                | Holzweiler Brüderstraße 3 Karte                         | 4-flügeliger Backstein Hof, Fassade verputzt, Wohngiebelhaus 2 Geschosse in 3 Achsen, Quaderputz | Erste Hälfte des 19. Jahrhunderts     | 30. November 1983 | 147             |
| Wohnhaus                       | Wohnhaus                                | Holzweiler Holzweilermarkt 4 Karte                      | 2 Geschosse in 5 Achsen, Fachwerk verputzt, Erdgeschoss der Fassade massiv. | Erste Hälfte des 19. Jahrhunderts     | 30. November 1983 | 148             |
| Wohnhaus                       | Wohnhaus                                | Holzweiler Titzer Straße 4 Karte                        | Wohnhaus 2 Geschosse in 7 Achsen, Türgewände und Fensterbänke in Blaustein, Krüppelwalmdach, niedrige Wirtschaftsgebäude.                                                                                     | Zweite Hälfte des 19. Jahrhunderts    | 30. November 1983 | 149             |
| Wohnhaus                       | Wohnhaus                                | Holzweiler Titzer Straße 30 Karte                       | Hohes, 2-geschossiges Gebäude in 3 Achsen, mit einem Giebelgeschoss, giebelständig, EG Backstein, OG Fachwerk, Front verputzt, Krüppelwalmdach.                                                               | 1658                                  | 20. Oktober 1982  | 36              |